# Highland (Arkansas)
Highland è una città degli Stati Uniti d'America situata nello Stato dell'Arkansas, nella Contea di Sharp.